# Kavik (rivière)
 (février 2017).
La rivière Kavik est un cours d'eau d'Alaska, aux États-Unis situé dans le borough de North Slope. C'est un affluent de la rivière Shaviovik[réf. nécessaire].

## Description
Longue de 121 km, elle prend sa source sur le flanc nord-ouest du mont Salisbury et coule en direction du nord-ouest pour se jeter dans la rivière Sagavanirktok[réf. nécessaire] à 45 km de l'île Flaxman.
Son nom signifie glouton en eskimo, il lui a été donné en 1947 par George Grye, de l'United States Geological Survey à cause du nombre important de ces animaux qui vivaient là.

## Sources
- (en) « Kavik (rivière) », Geographic Names Information System